# Magnolia figlarii
Magnolia figlarii là một loài thực vật có hoa trong họ Magnoliaceae. Loài này được V.S.Kumar mô tả khoa học đầu tiên năm 2006.